# Alulatettix chuxiongensis
Alulatettix chuxiongensis är en insektsart som beskrevs av Zheng, Z. 2001. Alulatettix chuxiongensis ingår i släktet Alulatettix och familjen torngräshoppor. Inga underarter finns listade i Catalogue of Life.